# Vogtareuth
Vogtareuth település Németországban, azon belül Bajorországban. Lakosainak száma 3308 fő (2023. december 31.). Vogtareuth Söchtenau, Halfing, Schonstett, Griesstätt, Schechen, Stephanskirchen és Prutting községekkel határos.

## Népesség
A település népessége az elmúlt években az alábbi módon változott:
| Lakosok száma | 1121 | 1766 | 1842 | 2192 | 3081 | 3108 | 3099 | 3234 | 3177 | 3308 |
|               | 1875 | 1950 | 1975 | 1987 | 2012 | 2014 | 2016 | 2017 | 2021 | 2023 |